# Saint-Rémy-en-Rollat
Saint-Rémy-en-Rollat é uma comuna francesa na região administrativa de Auvérnia-Ródano-Alpes, no departamento Allier. Estende-se por uma área de 20,69 km². Em 2010 a comuna tinha 1 741 habitantes (densidade: 84,1 hab./km²).